# Паль, Александр Владимирович
Алекса́ндр Влади́мирович Паль (род. 16 декабря 1988, Челябинск, СССР) — российский актёр театра, кино и дубляжа. Лауреат кинофестиваля «Кинотавр» 2015 года за лучшую мужскую роль (фильм «Тряпичный союз»). Лауреат премии «Ника» 2021 года за лучшую мужскую роль (фильм «Глубже!»).

## Биография
Родился 16 декабря 1988 года в Челябинске. Потомок поволжских немцев, оказавшихся на Урале в результате сталинских репрессий. Первоначально не планировал стать актёром. В 2012 году окончил режиссёрский факультет в ГИТИСе, специальность «Актёрское искусство» (курс Леонида Хейфеца).
Играл в спектаклях Московского театра юного зрителя и Театра имени Маяковского.
Первой заметной киноработой Александра Паля стала роль в комедии «Горько!». Несмотря на то, что роль не являлась главной, Паль сумел привлечь внимание профессионального сообщества и журналистов.
После этого на экраны вышла комедия «Всё и сразу», где Паль сыграл одну из ключевых ролей. В 2014 году снялся в короткометражке «Нечаянно», награждённой призом кинофестиваля «Кинотавр» за лучший короткометражный фильм. Эта короткометражка вошла в альманах «Новые русские», в составе которого демонстрировалась в кинотеатрах.
В 2015 году вышло несколько фильмов с участием Александра Паля: «Парень с нашего кладбища», «Без границ», «Хардкор» и «Страна чудес». В 2015 году на кинофестивале «Кинотавр» за роль в фильме Михаила Местецкого «Тряпичный союз» вместе с актёрами Василием Буткевичем, Павлом Чинарёвым и Иваном Янковским был удостоен приза за лучшую мужскую роль.
На Московском международном кинофестивале 2016 года был награждён специальной премией Chopard Talent Award как самый талантливый и перспективный молодой актёр.
В 2021 году получил премию «Ника» за лучшую мужскую роль в фильме «Глубже!».
Актёр дважды задерживался за участие в митингах: 12 июня 2017 года на антикоррупционном митинге, организованном политиком Алексеем Навальным и 3 августа 2019 года на протестной акции за свободные выборы в Москве. Своё фото в автозаках актёр размещал на своих страничках в Инстаграме и Фейсбуке. 16 сентября 2019 года запустил флешмоб в поддержку Павла Устинова и с 18 сентября призывал приходить к администрации президента на одиночные пикеты. Также высказывался в поддержку других фигурантов «московского дела».
Личная жизнь
С 2012 года состоял в отношениях с Елизаветой Янковской, внучкой Олега Янковского.
На данный момент пара рассталась.

## Творчество

### Фильмография
| Год  |     | Название                                    | Роль                                   |
| ---- | --- | ------------------------------------------- | -------------------------------------- |
| 2013 | ф   | Пельмени                                    | танцор в клубе                         |
| 2013 | ф   | Всё и сразу                                 | Дэн                                    |
| 2013 | ф   | Горько!                                     | Лёха, брат Ромы                        |
| 2014 | ф   | Горько! 2                                   | Лёха, брат Ромы                        |
| 2014 | кор | Нечаянно                                    | Серёжа                                 |
| 2014 | ф   | Ёлки 1914                                   | Иван                                   |
| 2015 | ф   | Новые русские                               | Серёжа                                 |
| 2015 | ф   | Парень с нашего кладбища                    | Коля                                   |
| 2015 | ф   | Без границ                                  | лейтенант погранслужбы Горелов         |
| 2015 | ф   | Страна чудес                                | ППСник Саня                            |
| 2015 | ф   | Хардкор                                     | наёмник с огнемётом                    |
| 2015 | ф   | Тряпичный союз                              | Попов                                  |
| 2016 | ф   | Слава                                       | снимался                               |
| 2016 | кор | Добрый день                                 | снимался                               |
| 2016 | кор | Утро                                        | снимался                               |
| 2016 | ф   | Ледокол                                     | Кукушкин                               |
| 2016 | ф   | Хороший мальчик                             | Станислав Ильич                        |
| 2016 | ф   | Петербург. Только по любви (новелла «Утро») | Александр Братов                       |
| 2017 | ф   | Жизнь впереди                               | Геннадий                               |
| 2017 | с   | Вы все меня бесите                          | Вова                                   |
| 2017 | ф   | Про любовь. Только для взрослых             | диджей Виктор                          |
| 2017 | с   | Налёт                                       | Фёдор Вачевский                        |
| 2017 | с   | Детки                                       | снимался                               |
| 2017 | кор | Электрический ток                           | снимался                               |
| 2018 | кор | Олеся                                       | Корфф                                  |
| 2018 | кор | Нет                                         | снимался                               |
| 2019 | с   | Толя-робот                                  | Толя                                   |
| 2019 | ф   | Верность                                    | Сергей                                 |
| 2019 | с   | БИХЭППИ                                     | Евгений Даев «Евген»                   |
| 2020 | ф   | Чего хочет Слава?                           | Михаил                                 |
| 2020 | ф   | Глубже!                                     | Роман                                  |
| 2021 | ф   | Никто                                       | Тедди Кузнецов                         |
| 2021 | ф   | Дело                                        | следователь                            |
| 2021 | ф   | День мёртвых                                | сын                                    |
| 2023 | ф   | Бансу                                       | Бансу                                  |
| 2023 | с   | Цикады                                      | Геннадий Ильич Сухов, учитель биологии |

### Видеоклипы
- Василий Зоркий — «Спи» — 2012 год.
- Муся Тотибадзе — «Радио» — 2015 год.
- Ленинград — «Вояж» — 2017 год (преступник)[12].
- Race to space/R.A.I. — «Freefall [Reincarnation]» — 2017 год.
- Сергей Шнуров — Pardon я влюблён.
- Сергей Шнуров — Ты искала меня
- Biting Elbows — Heartache.
- Biting Elbows — Control.
- Муся Тотибадзе — «Не забуду тебя» — 2022 год.

## Награды и номинации
- 2015 — «Sakhalin International Film Festival» — премия лучший актёр («Тряпичный союз»)
- 2015 — «Кинотавр» — премия за лучшую мужскую роль («Тряпичный союз»)
- 2016 — «Московский международный кинофестиваль» — премия «Chopard Talent Award» самый талантливый и перспективный молодой актёр
- 2020 — XXVIII кинофестиваль «Виват кино России!» — приз «Лучшая мужская роль» (Глубже!)[13]
- 2020 — «Ника» — номинация на лучшую мужскую роль («Верность»)
- 2021 — «Ника» — премия за лучшую мужскую роль (Глубже!)